# Klobuk (gljiva)
Klobuk je naziv za sastavni dio plodnog tijela gljive. Može biti raznih oblika, konveksan, otvoren, stožast itd. Himenij se nalazi ispod klobuka i može sadržavati lamellule, cjevčice ili listiće. 

## Izgled
Klobuk može biti različitog oblika, a i on se može promijeniti tijekom razvojnog ciklusa gljive. Najpoznatiji oblik je konveksan. Konveksni klobuci se često nastave širiti kako gljiva raste dok ne postanu ravni. Mnoge poznate vrste imaju konveksan klobuk, poput raznih vrsta roda Amanita i vrganja. 
Neke gljive imaju veoma neobičan izgled klobuka, poput puhara i smrčaka, a neke ga ni nemaju.
- Zvonolik
- Stožast
- Konveksan
- Ulegnut
- Ravan
- Ljevkast
- Odmaknut
- Jajast
- Pupčast
- Ispupčen